# Novojílivka
Novojílivka (en (ucraïnès): Новожилівка, rus: Новожиловка, Novojílovka) és un poble de la República Autònoma de Crimea a Ucraïna, que el 2014 tenia 1.679 habitants. Pertany al districte de Bilogorsk.